# 부산외국인학교
부산외국인학교(Busan Foreign School)는 부산광역시 해운대구에 있는 외국인학교이다. 현재 유치원부터 고등학교까지의 과정을 운영하고 있다.

## 연혁
- 1996년 10월 1일 : 개교